# 高橋盛吉
高橋 盛吉（たかはし もりよし、1923年〈大正12年〉9月20日 - 2007年〈平成19年〉7月23日）は、日本の政治家。岩手県北上市長（4期）。

## 来歴
岩手県北上市（旧和賀町）生まれ。1947年〈昭和22年〉紅陵大学（現・拓殖大学）商学部卒。卒業後は経済安定本部に入り、貿易局に勤務する。その後、経済審議庁計画部、日本原子力研究所、水資源開発公団に勤める。1963年〈昭和38年〉岩手県庁に入り、企画開発局、企画部開発課長、企画部次長心得、総務部次長、商工労働部長、企画開発室長、総務部長、企業局長を歴任する。
1980年〈昭和55年〉の第12回参議院議員通常選挙に岩手県選挙区から無所属の野党候補として立候補したが落選した。
1986年〈昭和61年〉北上市長に当選。1990年〈平成2年〉に再選。翌1991年〈平成3年〉北上市は和賀郡和賀町と江釣子村と合併、合併後の市長選挙に無投票で当選した。1995年〈平成7年〉の選挙も無投票当選だった。1999年〈平成11年〉に市長を退任した。翌2000年〈平成12年〉に勲四等旭日小綬章を受章した。
2007年〈平成19年〉に死去した。